# Liste des pays reconnaissant l'État de Palestine
- Palestine
- Pays ayant reconnu l'État de Palestine
- Pays ayant annoncé une future reconnaissance de l'État de Palestine
- Pays ayant annoncé une future reconnaissance de l'État de Palestine sous certaines conditions
- Pays n'ayant pas reconnu l'État de Palestine

- Années 1980
- Années 1990
- Années 2000
- Années 2010
- Années 2020

Cet article dresse la liste des pays qui reconnaissent la Palestine comme un État souverain.

## Histoire
- Pour
- Contre
- Abstentions
- Absent

- relations diplomatiques
- reconnaissance diplomatique
- autre relation officielle

Israël et Palestine
Reconnaissance de l'État d'Israël et non de l'État de Palestine
Reconnaissance de l'État d'Israël et peu de liens avec l'État de Palestine
Reconnaissance égale
Reconnaissance de l'État de Palestine et peu de liens avec l'État d'Israël
Reconnaissance de l'État de Palestine et non de l'État d'Israël

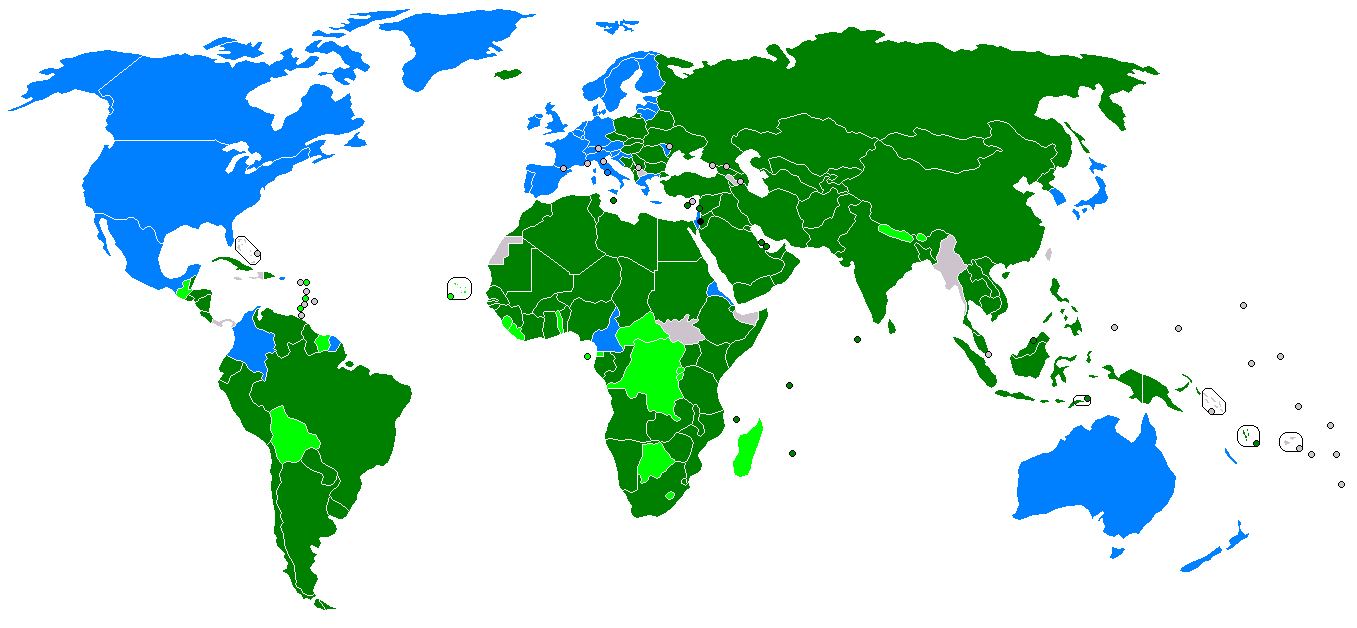
Situation en 2013 des relations diplomatiques établies avec la Palestine :
relations diplomatiques
reconnaissance diplomatique
autre relation officielle

Le 15 novembre 1988 à Alger, le Conseil national palestinien déclare unilatéralement l'indépendance de la Palestine. L’Algérie est le premier pays à reconnaître l’État de Palestine. Dans les jours qui suivent, soixante-quinze États reconnaissent son indépendance.
La Palestine accède à l'Unesco en 2011 grâce à une demande de l'Algérie. Elle est admise le 29 novembre 2012 comme État observateur de l'ONU à la suite d'un vote ayant récolté 138 voix pour, 9 contre et 41 abstentions. Elle devient en 2015 État partie au Statut de Rome de la Cour pénale internationale.
Le 18 avril 2024, l'adhésion pleine et entière de la Palestine à l'ONU est rejetée par le Conseil de sécurité en raison du veto américain, seul opposant à cette adhésion, malgré 12 voix pour et deux abstentions. Les États-Unis ont déclaré que « le vote qui leur est reproché n’est pas une opposition au statut d’État Membre de la Palestine, mais une manière de reconnaître qu’il ne peut émaner que de négociations entre les deux parties (Israël et Autorité palestinienne) ». Le 10 mai 2024, l'Assemblée générale des Nations unies a adopté à une très large majorité (143 voix pour, 9 voix contre et 25 abstentions) la résolution ES-10/23 en faveur de l'admission de l'État de Palestine en tant que membre de plein droit de l'ONU, recommandant ainsi au Conseil de sécurité de « réexaminer favorablement » cette question. Par ailleurs, le statut d'État observateur de l'État de Palestine est rehaussé, l'Assemblée générale ayant décidé, « à titre exceptionnel et sans que cela constitue un précédent » (précision ajoutée notamment pour satisfaire des pays qui ne reconnaissent pas le Kosovo), d’adopter plusieurs modalités pour la participation de l'État de Palestine à ses sessions et travaux à compter de sa soixante-dix-neuvième session.

## Pays reconnaissant l'État palestinien
Au 5 février 2025, 148 des 193 États membres de l'ONU reconnaissaient l'État de Palestine.
Parmi ces pays, on trouve presque tous les États d'Afrique, d'Asie, d'Amérique du Sud et centrale, de l'ancienne URSS et d'Europe de l'Est. En revanche, les « puissances occidentales », les pays d'Amérique du Nord, la plupart des pays d'Europe de l'Ouest (à l'exception de la Suède, l'Islande, le Vatican, l'Irlande, l'Espagne, et la Norvège), la Corée du Sud, le Japon, l'Australie et la Nouvelle-Zélande ne reconnaissent pas l'État palestinien même s'ils entretiennent des relations officielles avec l'Autorité palestinienne.
À la suite de la déclaration d'indépendance de la Palestine le 15 novembre 1988, une cinquantaine de pays ont reconnu cette indépendance le jour-même ou dans la semaine qui a suivi. Les pays ayant constitué cette vague initiale (1988-1989) sont les pays de la Ligue arabe, les pays africains et asiatiques ainsi que les pays de l'ancien bloc de l'Est. Ces reconnaissances témoignent alors d'une solidarité des « non-Occidentaux ».
Entre 2008 et 2013, l'émancipation des pays d'Amérique latine de la politique américaine entraîne une autre vague de reconnaissance. Seize des dix-neuf pays d'Amérique latine reconnaissent ainsi la Palestine. Selon la politologue brésilienne Cécilia Baeza, cela permet à ces États de montrer leur autonomie en matière de politique étrangère et d'exister sur la scène internationale.
Entre 2014 et 2015 ont lieu les premières reconnaissances de pays d'Europe occidentale : le Vatican (qui avait reconnu Israël en 1993), l'Islande, et la Suède, qui devient le premier pays alors membre de l'Union européenne à reconnaître l'État palestinien (Pologne, Tchéquie, Slovaquie, Hongrie, Roumanie, Bulgarie et Chypre n'étaient pas encore membres de l'UE lors de leur reconnaissance de l'État palestinien). En 2013, les parlements européen, britannique et français ont voté leur soutien à la reconnaissance de l'État palestinien, sans que cela soit suivi par leurs gouvernements.
En 2024, dans le contexte de la guerre menée par Israël à Gaza, la Barbade, la Jamaïque, Trinité-et-Tobago et les Bahamas annoncent reconnaître la Palestine, puis ensemble la Norvège, l'Irlande et l'Espagne,. Ils sont suivis peu après par la Slovénie et l'Arménie.
Le Mexique reconnaît à son tour la Palestine le 5 février 2025.
En avril 2025, le président Emmanuel Macron annonce que la France pourrait reconnaître l’État de Palestine en juin 2025,. Toutefois, la conférence de l'ONU sur la solution à deux États, prévue à partir du 17 juin et coprésidée par la France et l'Arabie saoudite, qui devait aboutir à la reconnaissance de la Palestine est reportée sine die en raison de l'attaque israélienne sur l'Iran. Le 28 juin 2025, l’Assemblée de Corse adopte une motion reconnaissant l’existence de l’État de Palestine, en l'absence de position officielle française. Cette reconnaissance est cependant purement symbolique et ne revêt pas de valeur juridique,. Le 24 juillet 2025, le président français, Emmanuel Macron annonce la prochaine reconnaissance de la Palestine par la France, dont l'annonce officielle sera faite au cours de l'assemblée générale des Nations unies en septembre 2025 à New York,.
À la suite de cette déclaration du président français, des députés canadiens réclament aussi la reconnaissance de la Palestine en tant qu'État par le Canada, de même que des députés britanniques et le Parti national écossais en ce qui concerne le Royaume-Uni. Le 29 juillet 2025, le Premier ministre britannique déclare que le Royaume-Uni pourrait reconnaître la Palestine, comme État, d'ici septembre 2025, sauf si un cessez le feu est accepté avant par Israël, si ce dernier prend des mesures pour mettre fin à la « situation épouvantable à Gaza », s'il accepte la solution à deux États et s'il assure que la Cisjordanie ne sera pas annexé. Le Royaume-Uni affirme également que la solution à deux États est « en péril ».
Le 29 juillet, les « ministres des Affaires étrangères de l’Andorre, de l’Australie, du Canada, de l’Espagne, de la Finlande, de la France, de l’Irlande, de l’Islande, du Luxembourg, de Malte, de la Norvège, de la Nouvelle-Zélande, du Portugal, de Saint-Marin et de la Slovénie » annoncent « [avoir] d’ores et déjà reconnu l’État de Palestine, avo[ir] exprimé ou exprim[er] la volonté de le faire, ou l’envisag[er], ce qui est une étape cruciale vers la solution des deux États, et invit[er] l’ensemble des pays qui ne l’ont pas encore fait à se joindre au présent appel ». Neuf de ces pays n'avait jusqu'alors pas encore reconnu l'État de Palestine ni exprimé leur intention de le faire : l'Andorre, l'Australie, le Canada, la Finlande, le Luxembourg, Malte, la Nouvelle-Zélande, le Portugal et Saint-Marin. Le même jour, les coprésidents de la « Conférence internationale de haut niveau des Nations Unies sur le règlement pacifique de la question de Palestine et la mise en œuvre de la solution des deux États » (prévue en septembre 2025), à savoir la France et l'Arabie saoudite, ainsi que les coprésidents des groupes de travail, à savoir le Brésil, le Canada, l'Égypte, l'Espagne, l'Indonésie, l'Irlande, l'Italie, le Japon, la Jordanie, le Mexique, la Norvège, le Qatar, le Royaume-Uni, le Sénégal, la Turquie, la Ligue des États arabes et l'Union européenne, « réaffirm[ent] que la reconnaissance et la création de l’État de Palestine sont une composante essentielle et indispensable de la réalisation de la solution des deux États, tout en rappelant que la reconnaissance est une décision souveraine revenant à chaque État ». De ce fait, cette déclaration ne vaut pas engagement de reconnaissance pour les pays (Canada, Italie et Japon) qui n'ont pas déjà reconnu ou annoncé leur intention de reconnaître la Palestine. Il faut aussi noter que, à l'inverse, trois des pays ayant fait cette déclaration reconnaissent la Palestine mais pas Israël et n'ont pas énoncé l'intention de le reconnaître : l'Arabie saoudite, l'Indonésie et le Qatar.
Le 30 juillet, le Premier ministre canadien, Mark Carney, annonce avoir l'intention de reconnaître l'État de Palestine lors de l'Assemblée générale des Nations unies en septembre. Le lendemain, c'est au tour du cabinet du Premier ministre portugais, Luís Montenegro, d'annoncer par un communiqué des consultations avec le Président et le Parlement en vue d'une reconnaissance  lors de l'Assemblée générale des Nations unies. Le 11 août, le Premier ministre australien, Anthony Albanese, annonce que son pays reconnaîtra également l'État de Palestine à l'occasion de l'Assemblée de l'ONU. 

### Liste des pays reconnaissant l'État palestinien
| État | Date              |
| --- | ----------------- |
| Algérie ; Bahreïn ; Indonésie ; Irak ; Koweït ; Libye ; Malaisie ; Maroc ; Mauritanie ; RASD ; Somalie ; Tunisie ; Turquie ; Yémen                                  | 15 novembre 1988, |
| Afghanistan ; Arabie saoudite ; Bangladesh ; Cuba ; Jordanie ; Madagascar ; Nicaragua ; Pakistan ; Qatar ; Émirats arabes unis ; Yougoslavie (puis Serbie) ; Zambie | 16 novembre 1988  |
| Albanie ; Brunei ; Djibouti ; Maurice ; Soudan | 17 novembre 1988  |
| Chypre ; Égypte ; Gambie ; Inde ; Nigeria ; Allemagne de l'Est ; Seychelles ; Sri Lanka ; Tchécoslovaquie : aujourd'hui Tchéquie & Slovaquie                        | 18 novembre 1988, |
| Namibie ; Vietnam ; Union soviétique (puis Biélorussie, Russie, Ukraine)                                                                                            | 19 novembre 1988  |
| Chine | 20 novembre 1988, |
| Burkina Faso ; Cambodge ; Comores ; Guinée ; Guinée-Bissau ; Mali                                                                                                   | 21 novembre 1988  |
| Mongolie ; Sénégal | 22 novembre 1988  |
| Hongrie | 23 novembre 1988, |
| Cap-Vert ; Corée du Nord ; Niger ; Roumanie ; Tanzanie | 24 novembre 1988, |
| Bulgarie | 25 novembre 1988, |
| Maldives | 28 novembre 1988  |
| Ghana ; Togo ; Zimbabwe | 29 novembre 1988  |
| Tchad | 1er décembre 1988 |
| Laos | 2 décembre 1988   |
| Ouganda ; Sierra Leone | 3 décembre 1988   |
| République du Congo | 5 décembre 1988   |
| Angola | 6 décembre 1988   |
| Mozambique | 8 décembre 1988   |
| Sao Tomé-et-Principe | 10 décembre 1988  |
| Gabon | 12 décembre 1988  |
| Oman | 13 décembre 1988  |
| Pologne | 14 décembre 1988, |
| République démocratique du Congo | 18 décembre 1988  |
| Botswana ; Népal | 19 décembre 1988  |
| Burundi | 22 décembre 1988  |
| République centrafricaine | 23 décembre 1988  |
| Bhoutan | 25 décembre 1988  |
| Rwanda | 2 janvier 1989    |
| Éthiopie ; Iran | 4 février 1989    |
| Guinée équatoriale | mai 1989          |
| Bénin ; Kenya | 12 mai 1989       |
| Vanuatu | 21 août 1989      |
| Philippines | 4 septembre 1989  |
| Swaziland (aujourd'hui Eswatini) | 1er juillet 1991  |
| Kazakhstan | 6 avril 1992      |
| Azerbaïdjan | 15 avril 1992     |
| Turkménistan | 17 avril 1992     |
| Géorgie | 25 avril 1992     |
| Bosnie-Herzégovine | 27 mai 1992       |
| Tadjikistan | 2 avril 1994      |
| Ouzbékistan | 25 septembre 1994 |
| Papouasie-Nouvelle-Guinée | 13 janvier 1995   |
| Afrique du Sud | 15 février 1995   |
| Kirghizistan | 1er novembre 1995 |
| Malawi | 23 octobre 1998   |
| Timor oriental | 1er mars 2004     |
| Monténégro | 24 juillet 2006   |
| Costa Rica | 5 février 2008    |
| Liban | 30 novembre 2008  |
| Côte d'Ivoire | 1er décembre 2008 |
| Venezuela | 27 avril 2009     |
| République dominicaine | 15 juillet 2009   |
| Argentine | 6 décembre 2010   |
| Bolivie | 17 décembre 2010  |
| Équateur | 27 décembre 2010  |
| Chili | 7 janvier 2011    |
| Guyana | 13 janvier 2011   |
| Pérou | 24 janvier 2011   |
| Suriname | 26 janvier 2011   |
| Paraguay | 29 janvier 2011   |
| Uruguay | 16 mars 2011      |
| Lesotho | 3 mai 2011        |
| Syrie | 18 juillet 2011   |
| Soudan du Sud | 14 juillet 2011   |
| Liberia | 19 juillet 2011   |
| Salvador | 25 août 2011      |
| Honduras | 26 août 2011      |
| Saint-Vincent-et-les-Grenadines | 29 août 2011      |
| Belize | 9 septembre 2011  |
| Dominique | 19 septembre 2011 |
| Antigua-et-Barbuda | 22 septembre 2011 |
| Grenade | 25 septembre 2011 |
| Brésil | 3 décembre 2011   |
| Islande | 15 décembre 2011  |
| Thaïlande | 18 janvier 2012   |
| Guatemala | 9 avril 2013      |
| Haïti | 27 septembre 2013 |
| Suède | 30 octobre 2014,  |
| Vatican | 13 mai 2015       |
| Sainte-Lucie | 14 septembre 2015 |
| Colombie | 3 août 2018       |
| Saint-Christophe-et-Niévès | 29 juillet 2019   |
| Barbade | 19 avril 2024     |
| Jamaïque | 23 avril 2024     |
| Trinité-et-Tobago | 2 mai 2024        |
| Bahamas | 7 mai 2024        |
| Espagne ; Irlande ; Norvège | 28 mai 2024,      |
| Slovénie | 4 juin 2024       |
| Arménie | 21 juin 2024      |
| Mexique | 5 février 2025    |